# Madness of Many
|  | Denne artikel er oprettet af botten Steenthbot ud fra en ekstern database. Den kan derfor have sproglige fejl eller mangler. Denne skabelon kan fjernes efter kontrol af indholdet. |

Madness of Many er en dansk spillefilm fra 2013 instrueret af Kasper Juhl.

## Medvirkende
- Ellen Abrahamson, Victoria
- Alexandra Alegren, Offer
- Linda Bikki, Offer
- Dinna Ophelia Hæklund, Victoria
- Lars Johansson, Shadow
- Johanna Köhler, Offer
- Rose Milling, Victoria
- Richardt Olsen, Shadow
- Ellinor Rosander, Victoria
- Natasja Smith, Blind pige